# Spoorlijn Welver - Dortmund Süd
De spoorlijn Welver - Dortmund Süd is een Duitse spoorlijn en is als spoorlijn 2112 onder beheer van DB Netze.

## Geschiedenis
Het traject werd door de Königlich-Westfälischen Eisenbahn-Gesellschaft geopend op 15 mei 1876 als onderdeel van de doorgaande verbinding tussen Welver en Sterkrade. In september 1968 is het gedeelte van de lijn tussen Welver - Königsborn stilgelegd en vervolgens opgebroken.

## Treindiensten

### S-Bahn Rhein-Ruhr
Op het traject rijdt de S-Bahn Rhein-Ruhr de volgende routes:
| Serie | Treinsoort            | Route | Bijzonderheden |
| ----- | --------------------- | --- | -------------- |
| S 4   | S-Bahn (DB Regio NRW) | Dortmund-Lütgendortmund – Dortmund-Dorstfeld – Dortmund Stadthaus – Dortmund-Brackel – Dortmund-Wickede – Massen – Unna |                |

## Aansluitingen
In de volgende plaatsen is of was er een aansluiting op de volgende spoorlijnen:
Welver
DB 2930, spoorlijn tussen Soest en Hamm
Unna-Königsborn
DB 2933, spoorlijn tussen Unna en Kamen
Dortmund-Asseln
lijn tussen Hörde-Hacheney en Dortmund-Asseln
Dortmund Süd
DB 2110, spoorlijn tussen Dortmund Süd en Dortmund Ost
DB 2126, spoorlijn tussen Dortmund-Dorstfeld en Dortmund Süd
DB 2136, spoorlijn tussen Dortmund Süd en Dortmund-Bodelschwing
DB 2423, spoorlijn tussen Düsseldorf-Derendorf en Dortmund Süd

## Elektrische tractie
Het traject werd in 1984 geëlektrificeerd met een wisselspanning van 15.000 volt 16⅔ Hz.